# Hazebrouck
Hazebrouck (em neerlandês Hazebroek; lit. o banhado das lebres ) é uma comuna francesa localizada no Departamento do Norte, na região francesa de Altos da França. Esta cidade de 22 000 habitantes é relativamente importante (a terça da demarcação de Dunquerque, e a 16.ª do Departamento do Norte.

## Localização
A comuna está situada na região de Flandres, na zona de Houtland (terra dos bosques), a 40 quilómetros de Dunquerque, 43 km de Lille, 53 km de Arras, por outra parte, está proxima à fronteira com a Bélgica (16 quilómetros).

## Demografia
Diagrama da evolução demográfica de Hazebrouck.
| 1793  | 1800  | 1806  | 1821  | 1831  | 1836  | 1846  | 1851  | 1856  | 1861  | 1866  | 1872  | 1876  | 1881   | 1886   | 1891   | 1896   | 1901   | 1906   | 1911   | 1921   | 1926   | 1931   | 1936   | 1946   | 1954   | 1962   | 1968   | 1975   | 1982   | 1990   | 1999   | 2007   |
| ----- | ----- | ----- | ----- | ----- | ----- | ----- | ----- | ----- | ----- | ----- | ----- | ----- | ------ | ------ | ------ | ------ | ------ | ------ | ------ | ------ | ------ | ------ | ------ | ------ | ------ | ------ | ------ | ------ | ------ | ------ | ------ | ------ |
| 6 304 | 6 611 | 7 354 | 7 384 | 7 522 | 7 674 | 7 570 | 7 953 | 7 892 | 8 273 | 9 017 | 9 435 | 9 857 | 10 595 | 11 332 | 11 672 | 12 571 | 13 261 | 12 819 | 12 566 | 14 584 | 14 845 | 14 859 | 15 462 | 14 391 | 15 525 | 17 446 | 19 037 | 19 866 | 20 008 | 20 567 | 21 396 | 21 313 |

## Património

### A câmara municipal
Da câmara municipal de Hazebrouck destacam as suas 12 colunas de estilo neo antigo, a sua construção foi começada em 1807, baixo o mandato de Napoleão Bonaparte e concluída na Restauração Francesa. Substituiu à construída em 1589, já que esta se queimou em fevereiro de 1801.

### Museu dos Agustinos
Do século XVII é um notável edifício de estilo flamengo situado no antigo convento dos Agustinos (1616) convertido em museu no ano 1927. Nele se alberga uma colecção de pinturas flamengas e francesas. Apresenta também uma importante colecção de pinturas dos séculos XVII e XVIII dos antigos países baixos do Sul.

## Cidades fraternizadas
- Soignies (Bélgica)
- Faversham (Inglaterra)
- Porz am Rhein (Alemanha)

## Personagens célebres
Em Hazebrouck nasceram:
- Maria Petyt (1623–1677), religiosa e poeta
- Nicolas Ruyssen (1757–1825), pintor
- Jules-Auguste Lemire, (1853–1928), político
- Aimé Maeght (1906–1981) que fundou a Fundação com seu nome em Saint-Paul-de-Vence
- Lucien Fenaux (1911–1969), escultor
- Albert Vanhoye cardeal nomeado pelo papa Benedicto XVI em 2006
- Dominique Leclercq (n. 1957), futebolista
- Cédric Vasseur (n. 1970), ciclista
- Maurice Deschodt (1889–1971) artista pintor-criador.
- Christophe Marichez (n. 1974), guarda-redes, atualmente no FC Metz
- Justin Pierre Marie Macquart, naturalista